# ملجأ طائرات محصن

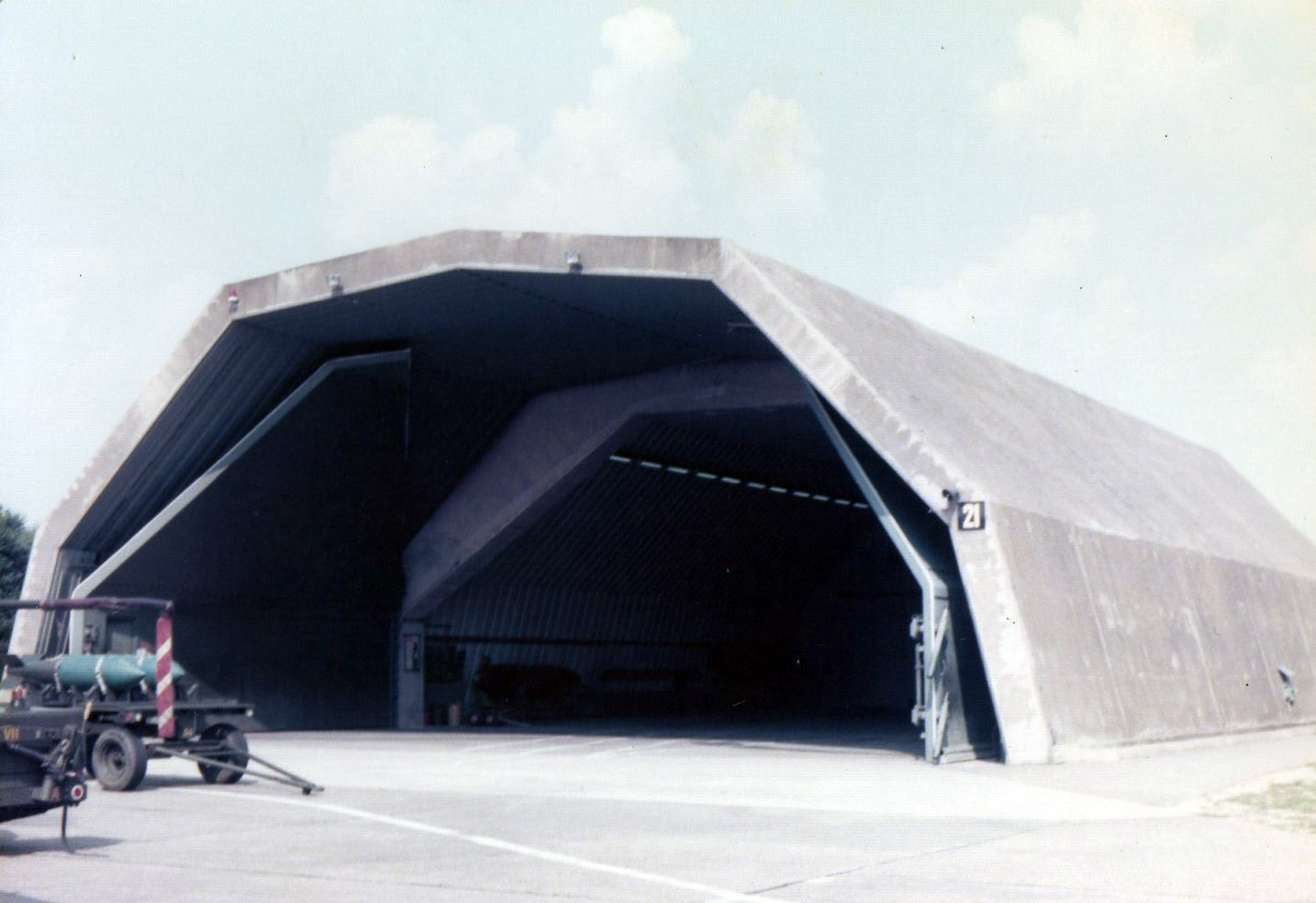
مأوى الطائرات المحصن جسور سلاح الجو الملكي البريطاني, سنة 1981

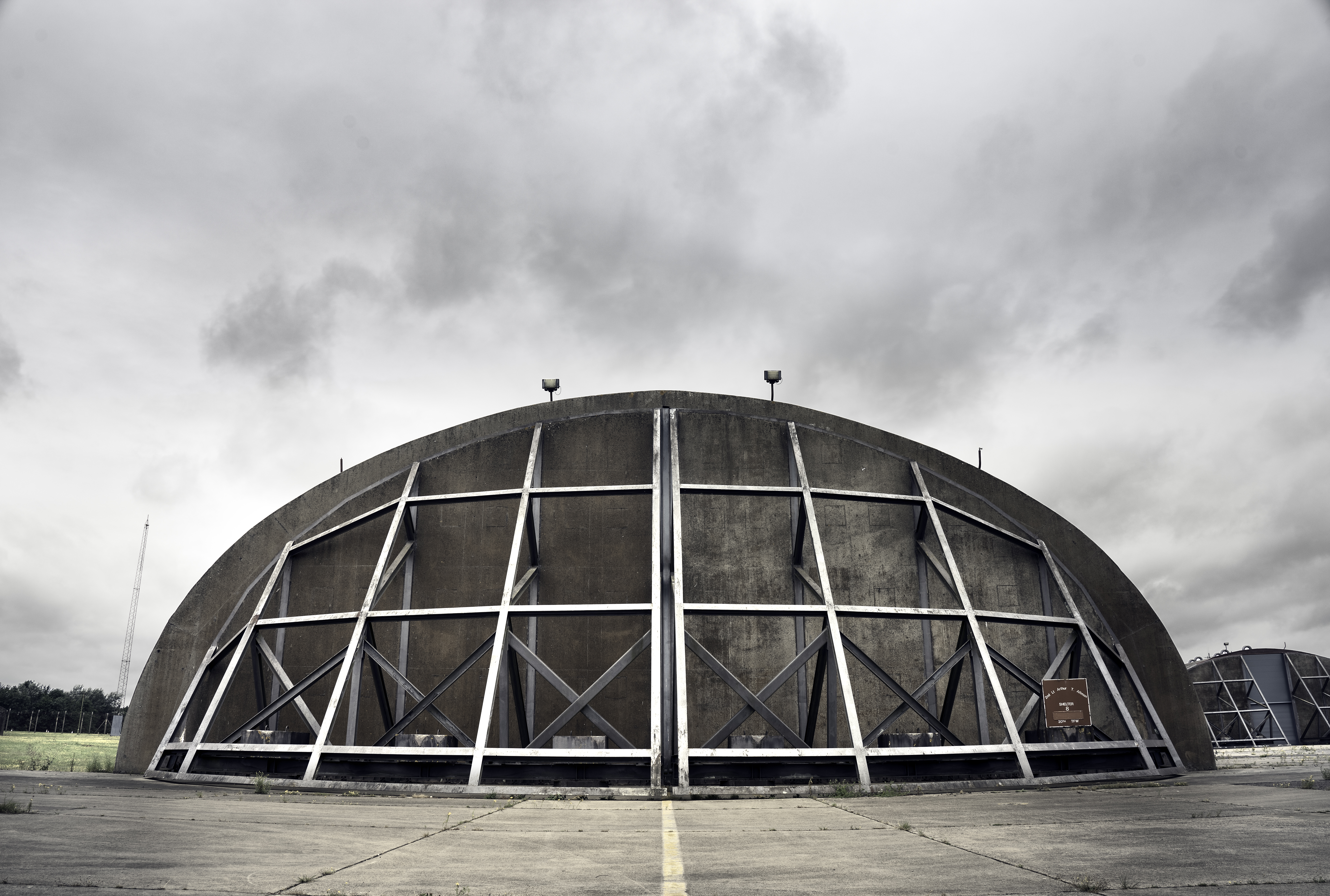
مأوى للطائرات الواقي في سلاح الجو الملكي البريطاني أبر هايفورد المملكة المتحدة, تُعد الآن محمية كمعلم مصنف.

 مأوى الطائرات المحصن (بالإنجليزية: HAS)‏ أو مأوى الطائرات الواقي (PAS) تعتبر حظيرة معززة لإيواء وحماية الطائرات العسكرية من هجوم العدو. نظراً لإعتبارات متعلقة بالتكلفة وعملية البناء الفعلية إقتصر إستخدامها على الطائرات بحجم المقاتلات فقط.

## انظر ايضاً
حظيرة الطائرات